# Bildungssystem in Litauen

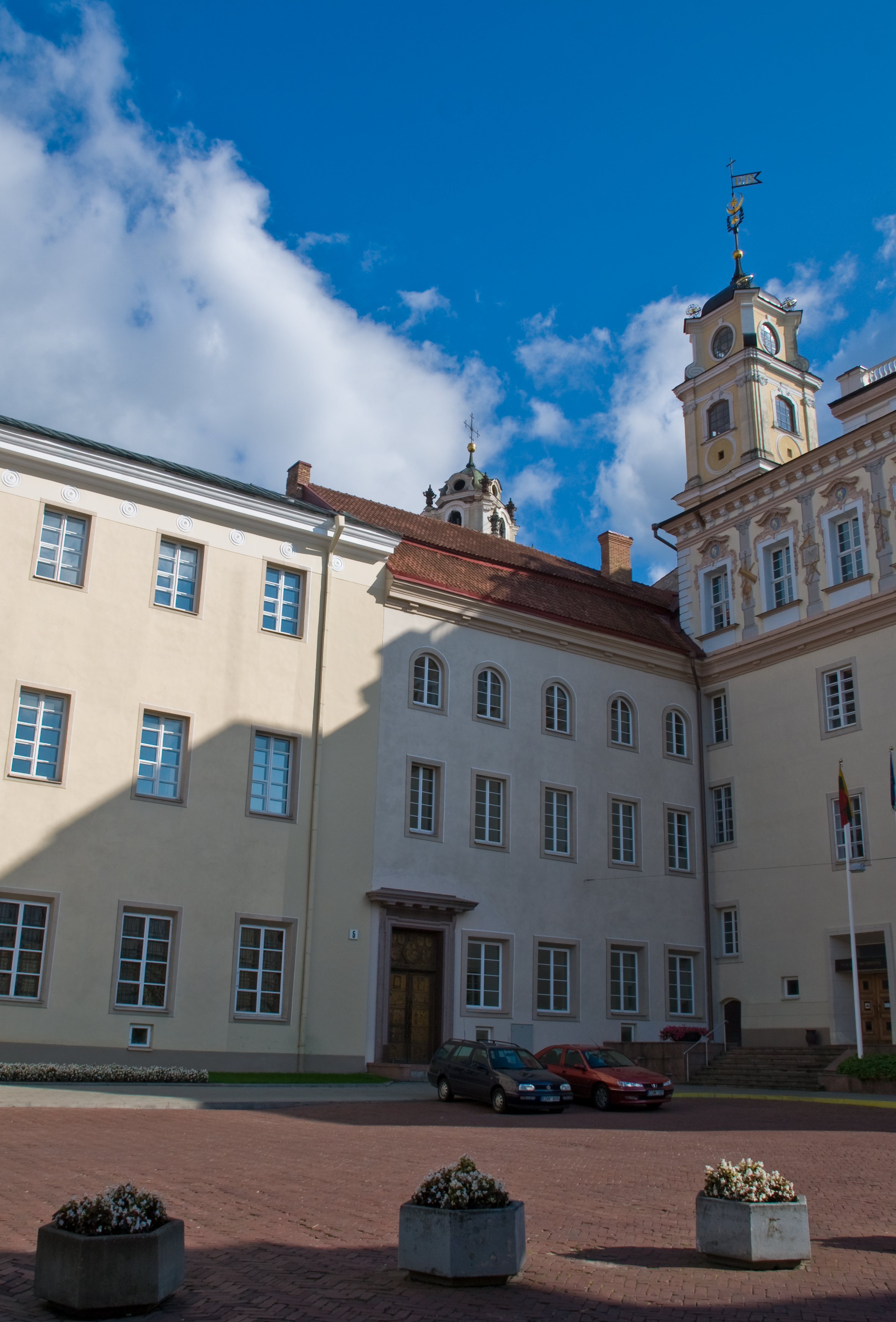
Universität Vilnius, die älteste litauische Hochschule

Das Bildungssystem in Litauen umfasst das mehrstufige Schulsystem und die Hochschulen, geregelt durch das Bildungsgesetz der Republik Litauen vom 25. Juni 1991 (Lietuvos Respublikos  švietimo įstatymas). Eine Schulpflicht besteht bis zum 16. Lebensjahr. Nach dem nichtobligatorischen Kindergarten/der Vorschulzeit beginnt der Bildungsweg spätestens im Alter von 7 Jahren mit der Grundschule. 
Bei den PISA-Studien 2022 waren die meisten Leistungen leicht unterdurchschnittlich im OECD-Vergleich, etwas schlechter als in Deutschland, Lettland und besonders als in Estland. In Litauen gibt es nahezu kein Sitzenbleiben. Mit nur 3,3 Prozent am BIP gibt Litauen im Vergleich wenig für Bildung aus (Estland 4,5 %, OECD-Durchschnitt 4,9 %).

## Struktur
- Primarstufe – (pradinė mokykla) umfasst die ersten vier Schuljahre in der Grundschule.
- Sekundarstufe – die untere Sekundarstufe führt zum Mittelschul- oder Gymnasiumabschluss und ist in Progymnasium oder Mittelschule und ab der 9. Klasse Gymnasium gegliedert.
- Berufsbildung (VET) – kann bereits in die Mittelschule integriert sein oder nach der 10. Klasse beginnen
- Tertiärbereich – beginnt nach dem Erwerb der Matura und ist an Hochschulen und Kollegs angesiedelt.

Nach der Grundschulbildung gehen die Kinder in ein pre-gymnasium oder eine Weiterführende Schule (pagrindinė mokykla). In diesen Schulen besucht man die Klassen 5–8 oder 5–10. Die guten Schüler wechseln nach der 8. Klasse ins Gymnasium, wo es die Klassen 9–12 gibt. Am Ende steht hier die Matura. Es gibt auch Sonderformen mit allen Klassen an einer Schule. Nach der 4. und der 8. Klasse werden seit 2024 alle Schüler landesweit getestet. Etwa 85 % aller Schüler erreichen die Matura.

## Noten-Skala
In den Schulen gibt es ein zehn-Punkte-System.
| Ergebnis          | Punkte | Litauisch                          | Deutsch                                   |
| ----------------- | ------ | ---------------------------------- | ----------------------------------------- |
| zufriedenstellend | 10     | Puikiai                            | ausgezeichnet                             |
| zufriedenstellend | 9      | Labai gerai                        | sehr gut                                  |
| zufriedenstellend | 8      | Gerai                              | gut                                       |
| zufriedenstellend | 7      | Pakankamai gerai                   | vollbefriedigend                          |
| zufriedenstellend | 6      | Patenkinamai                       | befriedigend                              |
| zufriedenstellend | 5      | Pakankamai patenkinamai            | ausreichend                               |
| zufriedenstellend | 4      | Silpnai                            | schwach                                   |
| unzufrieden       | 3      | Blogai                             | schlecht                                  |
| unzufrieden       | 2      | Labai blogai                       | sehr schlecht                             |
| unzufrieden       | 1      | Nieko neatsakė, neatliko užduoties | nichts geantwortet, Aufgabe nicht gemacht |

## Geschichte
Die Schulgeschichte begann an der Kathedrale von Vilnius 1387 mit einer Domschule und die zweite Schule folgte 1409 in Trakai. In Varniai, bis 1864 dem Sitz der Bischöfe Niederlitauens im Bistum Samogitien, wurde eine Schule 1469 eingerichtet. Die erste protestantische Schule in Vilnius hat Abraham Kulvietis (auch Abraham Culvensis) 1539 gegründet. Eine Schule bestand auch früh in Eišiškės im Jahr 1524. Die Mädchenbildung war ein Teil des nationalen Aufwachens im 19. Jahrhundert.
Die Universität Vilnius war 1578 die erste Hochschule, nachdem sie aus einem 1570 gegründeten Jesuitenkolleg hervorgegangen war. Bis zur Auflösung  blieb der Orden in der Bildung maßgeblich. Allerdings zogen viele Studenten auch in das protestantische Königsberg in Preußen oder nach Krakau. Auch die lateinische Lehrsprache fiel 1773 zugunsten des Polnischen. Nach dem antirussischen Novemberaufstand schloss der Zar die Universität von 1832 bis 1917. Die Vytautas-Magnus-Universität Kaunas entstand 1922 als Ersatz für die bis 1940 zu Polen gefallene Universität Vilnius und wurde dann erst 1990 wieder gleichberechtigt berücksichtigt.

## Behörden
- Seimas: Ausschuss für Bildung, Wissenschaft und Kultur
- Bildungsministerium Litauens
- Wissenschaftsrat Litauens
- Nationales Prüfungszentrum

## Erwachsenenbildung
Siehe Erwachsenenbildung in Litauen

## Universitäten
- Liste der Universitäten in Litauen